# Принцип максимуму Гаусдорфа
Принцип максимуму Гаусдорфа — є альтернативним та більш раннім формулюванням леми Цорна. Як і лема Цорна він еквівалентний аксіомі вибору. Сформульований та доведений Феліксом Гаусдорфом в 1914 році.
В довільній частково впорядкованій множині існує максимальна лінійно впорядкована множина.

## Інше формулювання
Ведемо два означення:
- Ланцюг — лінійно впорядкована підмножина частково впорядкованої множини.
- Максимальний ланцюг — ланцюг, для якого не існує ланцюга, в якому б він був власною підмножиною.

Формулювання:
В частково впорядкованій множині довільний ланцюг міститься в деякому максимальному ланцюзі.